# Republic Motor Car Company
Republic Motor Car Company, vorher Imperial Motor Car Company, war ein US-amerikanischer Hersteller von Automobilen.

## Unternehmensgeschichte
Die Imperial Motor Car Company aus Ohio wurde im Juli 1909 in Hamilton gegründet. Allerdings wurde diese Firmierung bereits von anderen Fahrzeugherstellern aus anderen US-Bundesstaaten wie Imperial Motor Car Company aus Pennsylvania und Imperial Motor Car Company aus Texas genutzt, und der Markenname Imperial durch noch mehr Hersteller. Ob das der Grund für die Umfirmierung im Januar 1910 war, ist nicht überliefert. Die neue Firmierung lautete Republic Motor Car Company. Beteiligt waren George Adam Rentschler, C. U. Carpenter, George H. Helvey und George Stanley Helvey. 1910 begann die Produktion von Automobilen. Der Markenname lautete Republic. Im Januar 1917 endete die Produktion. Hauptursache war die Materialknappheit wegen des Ersten Weltkriegs.

## Fahrzeuge
Von 1910 bis 1911 gab es das Model 101. Der Vierzylindermotor war mit 35/40 PS angegeben. Die Motorleistung wurde über eine Kardanwelle an die Hinterachse übertragen. Das Fahrgestell hatte 295 cm Radstand. Zur Wahl standen ein fünfsitziger Tourenwagen und ein zweisitziger Torpedo-Roadster, beide mit vorderen Türen.
1912 wurde der Radstand auf 305 cm verlängert. Der fünfsitzige Tourenwagen wurde nun Model 111 genannt, der zweisitzige Roadster Model 112 und ein viersitziger Toy Tonneau Model 113.
1913 wurde daraus der Series D. Der Motor war nun mit 28,9 PS angegeben. Erhältlich waren Tourenwagen mit fünf Sitzen, Tonneau mit vier Sitzen und Roadster mit zwei Sitzen. Außerdem erschien der Series E. Er hatte einen Sechszylindermotor, der mit 43,3 PS angegeben war. Der Radstand maß 335 cm. Die angebotenen Karosseriebauformen entsprachen dem kleineren Modell, abgesehen von einem zusätzlichen siebensitzigen Tourenwagen.
1914 entfiel das kleine Modell, während das große nun Model E genannt wurde. Der Motor war nun mit 43 PS angegeben. Dafür war der Radstand geringfügig auf 338 cm verlängert worden. Einzige Aufbauten waren fünf- und siebensitzige Tourenwagen.
1915 gab es nur vier- und siebensitzige Tourenwagen.
1916 wurde daraus das Model C-16. Die Daten änderten sich nicht.

## Modellübersicht
| Jahr      | Modell     | Zylinder | Leistung (PS) | Radstand (cm) | Aufbau                                                                 |
| --------- | ---------- | -------- | ------------- | ------------- | ---------------------------------------------------------------------- |
| 1910–1911 | Model 101  | 4        | 35/40         | 295           | Fore-Door Tourenwagen 5-sitzig, Fore-Door Torpedo Roadster 2-sitzig    |
| 1912      | Model 111  | 4        | 35/40         | 305           | Tourenwagen 5-sitzig                                                   |
| 1912      | Model 112  | 4        | 35/40         | 305           | Roadster 2-sitzig                                                      |
| 1912      | Model 113  | 4        | 35/40         | 305           | Toy Tonneau 4-sitzig                                                   |
| 1913      | Series D   | 4        | 28,9          | 305           | Tourenwagen 5-sitzig, Tonneau 4-sitzig, Roadster 2-sitzig              |
| 1913      | Series E   | 6        | 43,3          | 335           | Tourenwagen 5-sitzig und 7-sitzig, Tonneau 4-sitzig, Roadster 2-sitzig |
| 1914      | Model E    | 6        | 43            | 338           | Tourenwagen 5-sitzig und 7-sitzig                                      |
| 1915      | Model E    | 6        | 43            | 338           | Tourenwagen 4-sitzig und 7-sitzig                                      |
| 1916      | Model C-16 | 6        | 43            | 338           | Tourenwagen 4-sitzig und 7-sitzig                                      |